# (19149) Boccaccio
(19149) Boccaccio (1990 EZ2) – planetoida z grupy pasa głównego asteroid okrążająca Słońce w ciągu 6,22 lat w średniej odległości 3,38 j.a. Odkryta 2 marca 1990 roku.